# Dicynodon
Dicynodon è un genere estinto di terapsidi, appartenente ai dicinodonti. Visse nel Permiano superiore (circa 254 - 251 milioni di anni fa) e i suoi resti fossili sono stati ritrovati in Africa.

## Descrizione
Il dicinodonte era un animale di medie dimensioni e solitamente poteva raggiungere una lunghezza di circa 1,2 metri. Possedeva un corpo tozzo e a forma di botte, piuttosto allungato e terminante in una coda corta. Le zampe sorreggevano il corpo ed erano disposte leggermente all'esterno, ed erano piuttosto corte e tozze. Il cranio di Dicynodon era dotato di un muso corto e terminante in un becco simile a quello di una tartaruga, che nell'animale in vita era verosimilmente ricoperto di cheratina. Proprio dietro il becco, la mascella era dotata di due lunghi e robusti denti simili a canini.   
Rispetto ad altri dicinodonti simili, Dicynodon si distingueva per avere una combinazione di caratteristiche uniche: il processo caniniforme era diretto anteriormente, le premascelle erano di forma squadrata in vista palatale, le ossa squamose erano strette in vista laterale (con i rami zigomatico e quadrato che formavano un angolo acuto), l'ampiezza della regione interorbitale era più ampia di quella intertemporale, e la barra intertemporale era piuttosto corta e pressoché priva di esposizione dei parietali.  

## Classificazione
Nonostante sia il genere eponimo del gruppo dei dicinodonti, il genere Dicynodon è stato per lunghissimo tempo un vero e proprio "cestino dei rifiuti" per accogliere numerosissimi fossili e specie di dicinodonti permo-triassici. La specie tipo è Dicynodon lacerticeps, descritta per la prima volta da Richard Owen nel 1845 sulla base di resti fossili ritrovati in terreni del Permiano superiore del Karroo (Sudafrica). Attualmente, l'unica altra specie riconosciuta valida è D. angielczyki, descritta nel 2019 sulla base di fossili ritrovati in Tanzania e pressoché coevi di quelli sudafricani; quest'ultima specie si differenziava dalla specie tipo per la presenza di un'espansione dell'osso squamoso e dell'osso giugale al di sotto della barra postorbitale e per la presenza di un'espansione posterolaterale dell'osso squamoso dietro la finestra temporale (Kammerer, 2019).

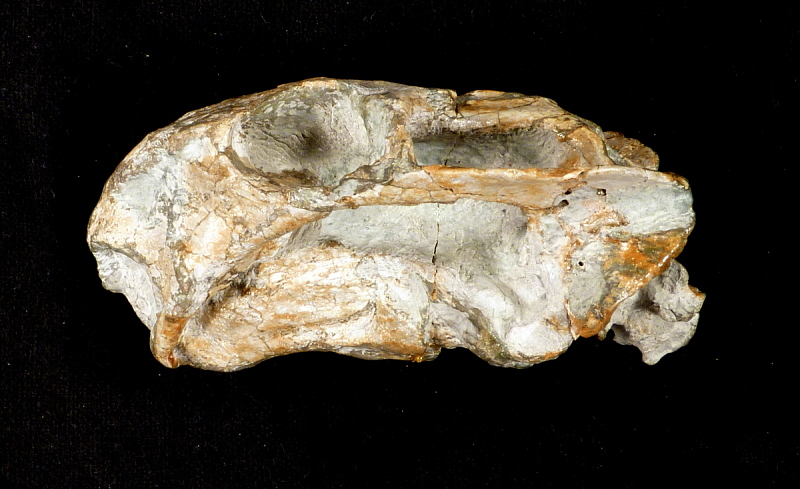
Cranio di Dicynodon lacerticeps

A Dicynodon sono state attribuite in passato un gran numero di specie, oltre 160. Solo uno studio di Kammerer e colleghi del 2011 ha messo ordine in questa confusa tassonomia. Lo studio ha confermato la validità di 11 specie, tra cui D. lacerticeps (la specie tipo) e D. huenei (una specie tanzaniana in seguito attribuita a un altro genere, Daptocephalus). Le altre specie, secondo lo studio, erano da attribuire ad altri generi di dicinodonti, come Daptocephalus, Sintocephalus, Turfanodon, Daqingshanodon, Jimusaria, Dinanomodon, Vivaxosaurus, Peramodon, Keyseria, Euptychognathus, Syops, Basilodon.

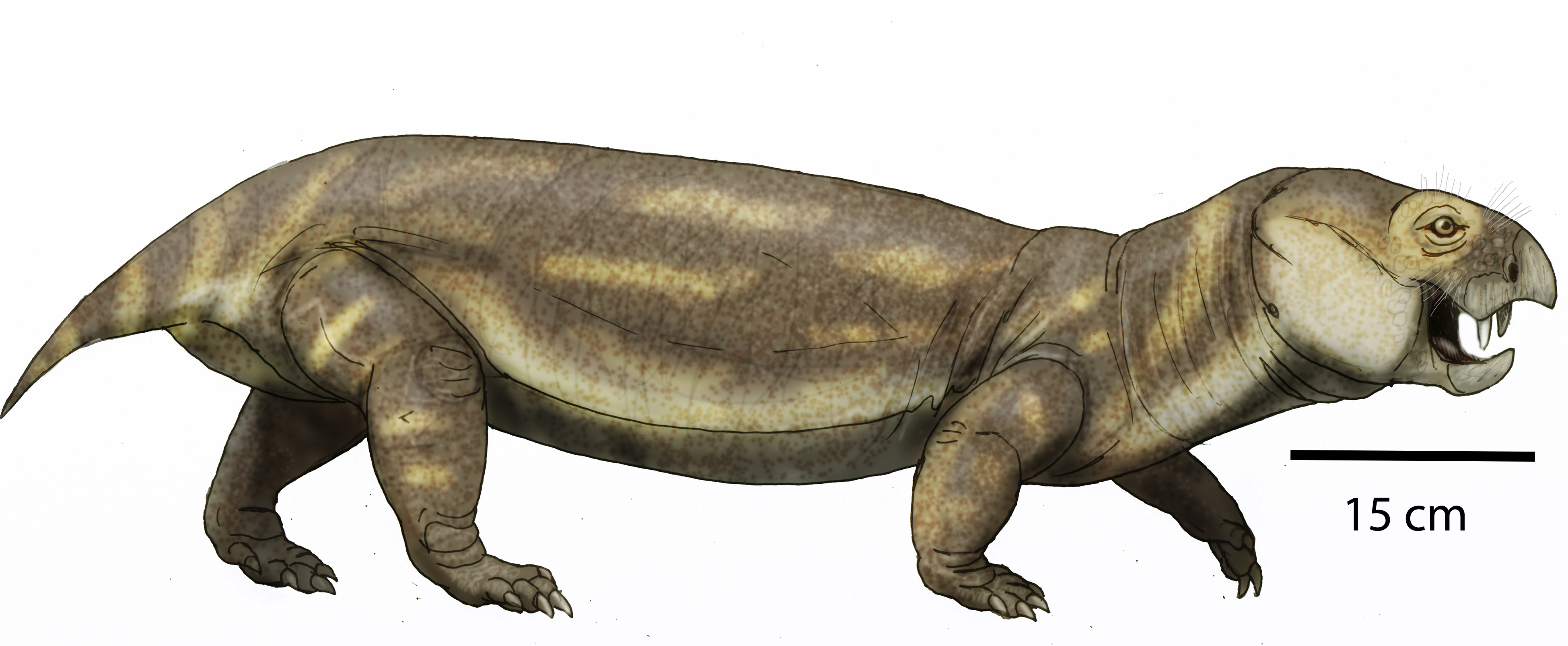
Ricostruzione di Dicynodon lacerticeps

Dicynodon è considerato un membro derivato dei dicinodonti, all'interno del clade Pristerodontia; sembrerebbe affine a Pristerodon, Gordonia e a Dinanomodon, ma è possibile che fosse anche vicino all'origine dei Lystrosauridae.

## Paleoecologia

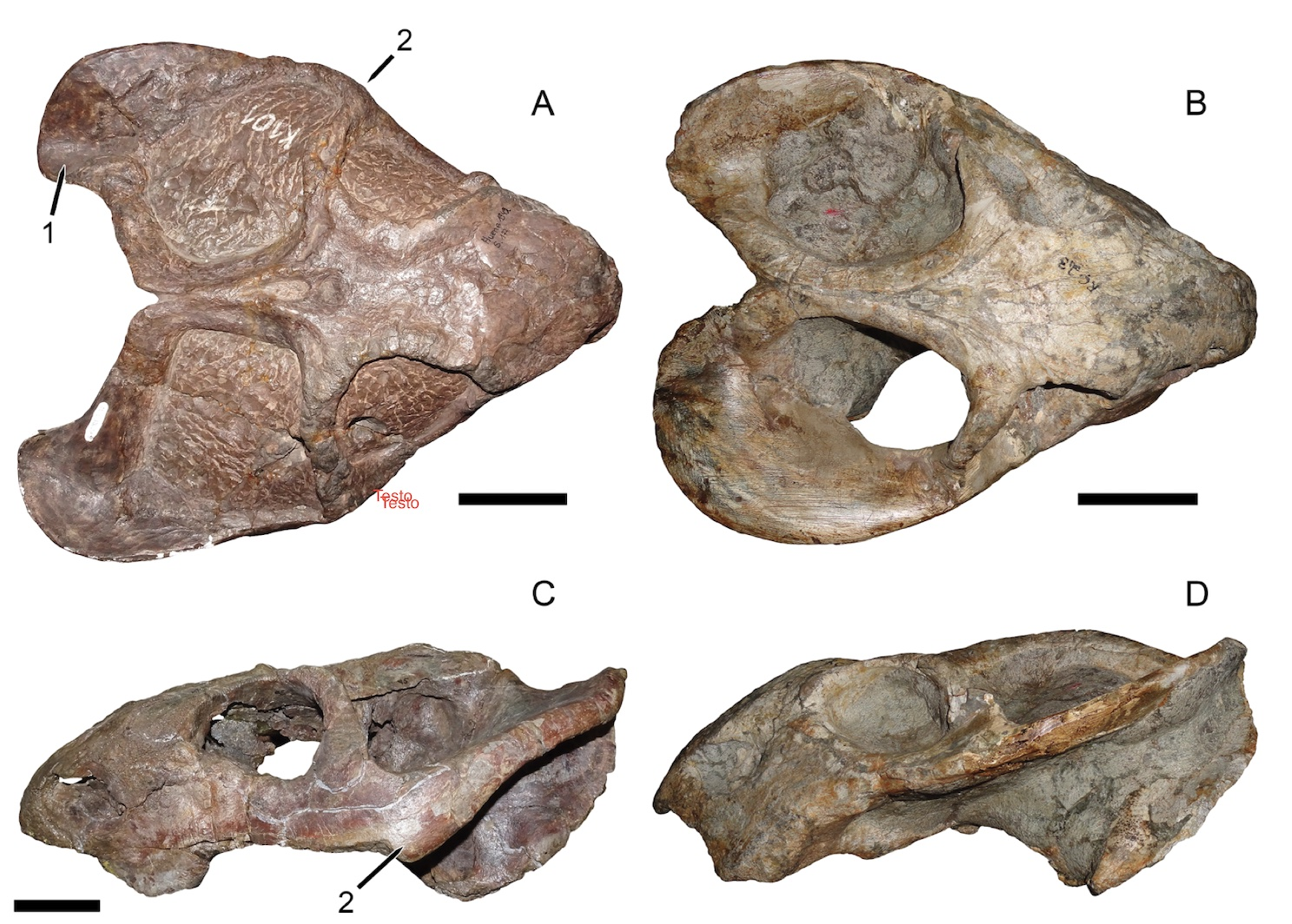
Confronto tra i crani di Dicynodon angielczyki (A, C) e D.lacerticeps (B, D)

Dicynodon era privo di denti tranne che per le sue due zanne superiori prominenti (da qui il nome Dicynodon, "due denti da cane"). Probabilmente tagliava la vegetazione con il potente becco, come una tartaruga, mentre le zanne potrebbero essere state usate per scavare e dissotterrare radici e tuberi.

## Nella cultura di massa
Una ricostruzione di dicinodonte è presente al Parco delle Estinzioni nel Parco Natura Viva.